# Klokočov (Čadca)
Klokočov es un municipio del distrito de Čadca en la región de Žilina, Eslovaquia, con una población estimada a final del año 2024 de 2202 habitantes.
Se encuentra ubicado al noroeste de la región, cerca del curso alto del río Váh (cuenca hidrográfica del Danubio) y de la frontera con la República Checa y Polonia.

## Demografía
| Año        | 1994 | 2004    | 2014     | 2024    |
| ---------- | ---- | ------- | -------- | ------- |
| Población  | 2900 | 2631    | 2325     | 2202    |
| Diferencia |      | −9,27 % | −11,63 % | −5,29 % |

| Año        | 2023 | 2024    |
| ---------- | ---- | ------- |
| Población  | 2209 | 2202    |
| Diferencia |      | −0,31 % |